# Japan Senior Masters
De Japan Senior Masters is een golftoernooi van de Japan Golf Tour dat in 2010, 2011 en 2012 ook meetelt voor de Europese Senior Tour.
Het toernooi heet in november 2010 officieel de Handa Cup Senior Masters. Het wordt gespeeld op de Ohmurasaki Golf Club in Saitama. Ian Woosnam verbeterde tijdens de laatste ronde het baanrecord met een ronde van 63. 
Het toernooi van 2011 werd geannuleerd wegens de gevolgen van de zeebeving in Sendai. 

## De spelers
Dertig spelers van de Europese Senior Tour doen mee, exclusief de door sponsors uitgenodigde spelers, en 66 senior spelers van de Japanse PGA.

## Winnaars
| Start                    | Baan                 | Winnaar           | Score       | Score       | Prijzenpot      |
| ------------------------ | -------------------- | ----------------- | ----------- | ----------- | --------------- |
| 2009                     |                      | Ian Woosnam       |             |             |                 |
| Handa Cup Senior Masters |                      |                   |             |             |                 |
| 25 november 2010         | Ohmurasaki Golf Club | Masahiro Kuramoto | 271         | -17         | 120,000,000 YEN |
| 2011                     | Asaki Golf Club      | geannuleerd       | geannuleerd | geannuleerd | geannuleerd     |
| 2012                     |                      |                   |             |             |                 |